# Янцен, Ганс
Ганс Янцен (нем. Hans Jantzen; 26 апреля 1881, Гамбург — 15 февраля 1967, Фрайбург-им-Брайсгау) — немецкий историк искусства, специалист по истории искусства Средних веков и готической архитектуры. Автор оригинальной теории «просвечивающей структуры».

## Биография
Ганс Янцен изучал историю искусств в Берлинском университете у Генриха Вёльфлина и в Университете Галле, где в 1908 году получил первую учёную степень у Адольфа Гольдшмидта за диссертацию «Образ нидерландской архитектуры» (Das niederländische Architekturbild). Там же в 1912 году написал доклад на тему «Выбор цвета и колорит в голландской живописи XVII века» (Farbenwahl und Farbengebung in der holländischen Malerei des XVII Jahrhunderts). Затем преподавал историю искусства в Галле.
В 1916 году, после непродолжительного пребывания в армии во время Первой мировой войны, Ганс Янцен был назначен профессором Фрайбургского университета на кафедре истории искусств, созданной при участии Вильгельма Фёге. Во время своего пребывания во Фрайбурге Янцен подружился с археологом и переводчиком Эрнстом Бушором, философами Эдмундом Гуссерлем и Мартином Хайдеггером. Его внимание привлекло Средневековье, в особенности готическая архитектура. В 1925 году Янцен опубликовал книгу о немецких скульпторах тринадцатого века (Deutsche Bildhauer des dreizehnten Jahrhunderts), а два года спустя — свое новаторское эссе «О готическом пространстве церкви» (Über den gotischen Kirchenraum), в котором впервые использовал термин «просвечивающая структура» («diaphane Struktur»).
В 1931 году перешёл в университет Франкфурта-на-Майне. С 1935 года Янцен работал в Мюнхенском университете Людвига-Максимилиана, где преподавал историю искусства в качестве преемника Вильгельма Пиндера.
Янцен был сторонником организации «SS» и членом «NS Volkswohlfahrt» (Национал-социалистическая народная благотворительность). После войны 8 января 1946 года из-за его близости к национал-социализму он был уволен, но восстановлен в должности 28 февраля того же года.
В 1948 году Ганс Янцен опубликовал монографию о бургундской готике (Burgundische Gotik). В 1951 году он ушёл из Университета Людвига Максимилиана и вернулся во Фрайбург, где с 1953 года читал лекции в качестве почётного профессора. В 1959 году он получил премию Рейхлина (Reuchlin-Preis) от города Пфорцхайм. С 1936 года был действительным членом, а с 1953 года членом-корреспондентом Баварской академии наук.
В 1962 году Янцен стал известен англоязычной аудитории, когда его книга о готических соборах (Kunst der Gotik) вышла на английском языке под названием «Высокая готика: Классические соборы Шартра, Реймса, Амьена» (High Gothic: The Classic Cathedrals of Chartres, Reims, Amiens).
Среди учеников Ганса Янцена были: Курт Баух, Мартин Гозебрух, Юлиус Хельд, Роберт Ёртель, Виллибальд Зауэрлендер, Пауль Вешер.

## Концепция «просвечивающей структуры»
В 1927 году в книге «О готическом пространстве церкви» (Über den gotischen Kirchenraum) Янцен ввёл термин «diaphane Struktur» (просвечивающая структура). Он указал, что для готической архитектуры типичным является двойственный композиционный приём: стены располагаются друг за другом наподобие двух пространственных слоёв: пластически сформированный и передний слой и оптическая пространственная оболочка (optische Raumschale) позади, которая действует как фон, подчёркивая значимость переднего слоя. Окна готического храма, которые в процессе эволюции готической конструкции интерьера становятся всё больше и больше, также соответствуют этому принципу. У них то, что «полупрозрачно», уже даёт свет, а затем он многократно усиливается самим пространством.
Янцен видит «отношения между пластически оформленной стеной и пространства позади неё как отношения между телом и землей. Это означает: стену, ограничивающую всю внутреннюю часть нефа, невозможно охватить без пола комнаты […] Пол самого нефа выглядит как оптическая зона, которая представляет собой как бы положенную стену». Таким образом термин «просвечивающая структура» выражает характер взаимоотношений между телом ограничивающей стены и полом интерьера.
Согласно его теории, центральный неф по всей высоте окружён пространственной оболочкой разной глубины, причем базиликальный разрез на каждом высотном уровне разный, но принцип конструкции из двух частей соблюдается в каждом отдельном случае. По убеждению Янцена, проёмы готических трифориев, открытые в главный неф церкви, в отношении к наружным стенам храма выполняют такую же функцию. Так в готической стене развивается двухслойная система.
Более того, принцип «диафана» можно интерпретировать из сути самого процесса литургии, который происходит в соборе. Парадоксально, но пространство становится символом беспространственного, духовно-метафизического состояния.
Посредством трифориев внешние стены храма «растворяются» в свете и цвете (Licht und Farbe aufgelöst werden). В результате возникает выразительный «экран с подсветкой» (durchleuchtete Bildwand), потому что между верхним уровнем окна и нижним уровнем аркад, который пропускает свет от стен галерей, находится последнее, третье звено: полупрозрачный трифорий. «Грузные романские стены были преображены в готическом стиле, напряжение в пространстве было увеличено, и всё здание преобразовано в систему ярких образов».

## Основные публикации
- Образ нидерландской архитектуры (Das niederländische Architekturbild). 1908 (Опубликовано в 1910).

- Выбор цвета и колорит в голландской живописи XVII века (Farbenwahl und Farbengebung in der holländischen Malerei des XVII Jahrhunderts). 1912

- Раннехристианское искусство (Altchristliche Kunst). 1914

- О принципах колорита в живописи (Über Prinzipien der Farbengebung in der Malerei). 1914

- Картинный атлас как введение в историю искусства (Bilderatlas zur Einführung in die Kunstgeschichte). 1917

- Вермеер (Vermeer). 1923

- Немецкие скульпторы тринадцатого века (Deutsche Bildhauer des dreizehnten Jahrhunderts). 1925

- О готическом интерьере церкви (Über den gotischen Kirchenraum). 1927

- Немецкое искусство: от Каролингов до барокко (Deutsche Kunst: Vom Karolingischen bis zum Barock). 1935

- Дух и судьба немецкого искусства (Geist und Schicksal der deutschen Kunst). 1935

- Генрих Вёльфлин (Heinrich Wölfflin). 1944

- Вильгельм Пиндер (Wilhelm Pinder). 1944

- Оттоновское искусство (Ottonische Kunst). 1947

- Бургундская готика (Burgundische Gotik). 1948

- О готическом интерьере церкви и другие очерки (Über den gotischen Kirchenraum und andere Aufsätze). 1951

- Статуи донаторов собора в Наумбурге (Die Naumburger Stifterfiguren). 1959

- Высокая готика: Классические соборы Шартра, Реймса, Амьена (High Gothic: The Classic Cathedrals of Chartres, Reims, Amiens). 1962

- Готика Запада: идея и изменение (Die Gotik des Abendlandes: Idee und Wandel). 1962

- Бамбергский всадник (Der Bamberger Reiter). 1964

- Святая София императора Юстиниана в Константинополе (Die Hagia Sophia des Kaisers Justinian in Konstantinopel). 1967